# Najib Razak
Najib Razak (* 23. července 1953 Kuala Lipis), je malajsijský politik a v letech 2009–2018 šestý předseda vlády Malajsie.
28. července 2020 ho soud v Malajsii odsoudil k 12 letům za mřížemi a pokutě 210 milionů ringitů (asi 1,1 miliardy korun) za zneužití úřadu.

## Obvinění z korupce

### 1MDB skandál

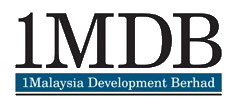
1Malaysia Development Berhad

Najib v roce 2009 krátce po svém nástupu k moci vytvořil fond 1MDB (1Malaysia Development Berhad). Původně měl sloužit k nastartování ekonomického rozvoje země. Fond však místo toho skončil v hlubokých dluzích a vyšetřovatelé z USA tvrdí, že Najib a jeho společníci z něj neoprávněně vyvedli asi 4,5 miliardy dolarů, v přepočtu asi 100,44 miliardy korun, za něž nakoupili hotely, luxusní jachty, umění či šperky. Přes 700 milionů dolarů, 15,6 miliardy korun, mělo skončit přímo na Najibových účtech.
V červenci 2018 byl obviněn z korupce a zneužití moci v souvislosti z vytunelováním fondu 1MDB, ze kterého zmizelo 4,5 miliardy dolarů (zhruba 100 miliard Kč). V případě odsouzení mu hrozí trest až 20 let odnětí svobody. Policie zadržela Najiba kvůli podezřelému převodu 42 milionů ringgitů z dřívější dceřiné firmy 1MDB na expremiérův účet a zabavila v jeho nemovitostech hotovost, šperky, hodinky, kabelky a brýle v celkové hodnotě 273 milionů dolarů. Najib tvrdí, že peníze na jeho účtech i zabavené luxusní zboží jsou dar od Saúdské Arábie.
Počátkem října byla v této kauze obviněna z praní špinavých peněz a dalších trestných činů i jeho žena Rosmah Mansorová, které hrozí až 15 let vězení.
28. července 2020 ho soud v Malajsii odsoudil k 12 letům za mřížemi a pokutě 210 milionů ringitů (asi 1,1 miliardy korun) za zneužití úřadu. Najib soud uznal vinným v případě korupční kauzy vytunelování státního investičního fondu 1MDB, informovaly zahraniční tiskové agentury. Najib si za praní špinavých peněz a porušení důvěry vysloužil rovněž dva desetileté tresty, které má odpykat souběžně.
Rozsudek zřejmě ovlivní dalších pět soudních kauz, v nichž Najib čelí celkem 42 bodům obžaloby, píše agentura AP. Pokud bude shledán vinným, hrozí mu i za ně dlouholeté vězení.

## Kritika LGBT
Najib se k problematice LGBT komunity vyjádřil při svém projevu v srpnu 2015 na mezinárodním islámském semináři v Selangoru stručně a jasně: „V zájmu Malajsie by neměla být podpora LGBT práv.“ V závěru dodal, že jeho administrativa udělá vše, co bude v jejích silách, aby potvrdila ta lidská práva, která svojí vnitřní povahou nepodkopávají islámské kořeny Malajsie, do nichž nespadá „extrémní pojetí lidských práv gayů, leseb a translidí“. Po tomto prohlášení navrhla Human Rights Watch vyřazení Malajsie z Organizace spojených národů (OSN), pokud vláda své stanovisko nepřehodnotí, a nepřestane takto omezovat rozvoj lidských práv v zemi.